# Le Mouvement de la ruralité
Le Mouvement de la ruralité (LMR) – francuska partia polityczna o profilu prawicowym, tradycjonalistycznym i eurosceptycznym, opowiadająca się za obroną tradycyjnych wartości wiejskich społeczności Francji. Do 2019 działała pod nazwą Łowiectwo, Wędkarstwo, Przyroda, Tradycja (fr. Chasse, Pêche, Nature, Traditions, CPNT)

## Historia
Geneza partii wiąże się z wyborami do Parlamentu Europejskiego z 1989, w których lista wyborcza Łowiectwo, Wędkarstwo i Tradycja (Chasse Pêche et Traditions), kierowana przez André Goustata, uzyskała ponad 4% głosów, nie uzyskując żadnych mandatów w PE. We wrześniu tego samego roku na jej podstawie założono partię polityczną CPNT. W kolejnych eurowyborach tradycjonaliści uzyskali również około 4% poparcia.
Ugrupowanie nie uzyskiwało też żadnych mandatów w Zgromadzeniu Narodowym. Lepsze wyniki odnotowywało w wyborach regionalnych. W 1992 CPNT wprowadziło 29 swoich kandydatów do rad 13 regionów Francji, w tym 10 w Akwitanii. Podobne rezultaty przyniosły wybory regionalne w 1998, w których tradycjonaliści umieścili 32 swoich przedstawicieli w radach 17 regionów.
W wyborach do PE w 1999 CPNT odniosło największy sukces w swojej historii. Wynik 6,77% pozwolił uzyskać sześć mandatów w Parlamencie Europejskim. Posłowie partii przystąpili swoich członków do PE. Wówczas członkowie tej partii wchodzili w skład eurosceptycznej Grupy na rzecz Europy Demokracji i Różnorodności.
W wyborach prezydenckich w 2002 wziął udział przewodniczący CPNT, Jean Saint-Josse, uzyskując poparcie 4,23% wyborców (ok. 1,2 mln głosów).
W 2004 do Unii na rzecz Ruchu Ludowego odeszła Véronique Mathieu, posłanka do PE i sekretarz generalny partii. W tym samym roku CPNT utraciło całą swoją reprezentację w radach regionalnych oraz w Parlamencie Europejskim. Konsekwencją były liczne odejścia działaczy do UMP i Ruchu dla Francji.
W wyborach prezydenckich w 2007 kandydatem ugrupowania był Frédéric Nihous, otrzymał ok. 0,4 mln głosów (1,15%). Rok później został nowym przewodniczącym CPNT. W 2009 partia podpisała porozumienie z MPF celem wystawienia wspólnych list w wyborach do Parlamentu Europejskiego pod szyldem Libertasu. Później partia nawiązała współpracę z UMP i następnie powstałymi na jej bazie Republikanami.
W październiku 2019 ugrupowanie zmieniło nazwę.

## Przewodniczący
- 1989–1998: André Goustat
- 1998–2008: Jean Saint-Josse
- 2008–2016: Frédéric Nihous
- od 2016: Eddie Puyjalon[1]